# Farack Abbas
Farack Abbas (nacido en 1980) es un actor noruego.

## Carrera
Abbas es conocido principalmente por sus roles en las películas Tomme Tønner (2010) y Tomme Tønner 2 (2011), donde interpretó a "Bobby". Además, ha participado en la serie de televisión Hotel Cæsar, donde interpretó a "Shazad Zaman", hermano de "Samina Zaman".
En 2014, participó en la tercera temporada de Lilyhammer, interpretando al líder de la pandilla, "Rashid".
En 2017, apareció en lo que se considera la primera película de prisión de Noruega, Gjengangere (2017), pasó seis horas al día para prepararse para su papel en Gjengangere  donde interpretó a "Omar", junto a actores como Leon Bashir, Lars Arentz-Hansen y Kim Sørensen.
En 2022 fue un jefe de policía en la comedia noruega Olsenbanden – Siste skrik!.

## Filmografía
- 2022: Olsenbanden – Siste skrik!, jefe de policía
- 2019: Førstegangstjenesten (serie de TV), personal militar
- 2017: Gjengangere, Omar
- 2014: Lilyhammer (TV), Rashid
- 2011: Tomme Tønner 2, Bobby
- 2010: Tomme Tønner, Bobby
- 2002: Hotel Cæsar (TV), Shazad Zaman